# WWT London Wetland Centre

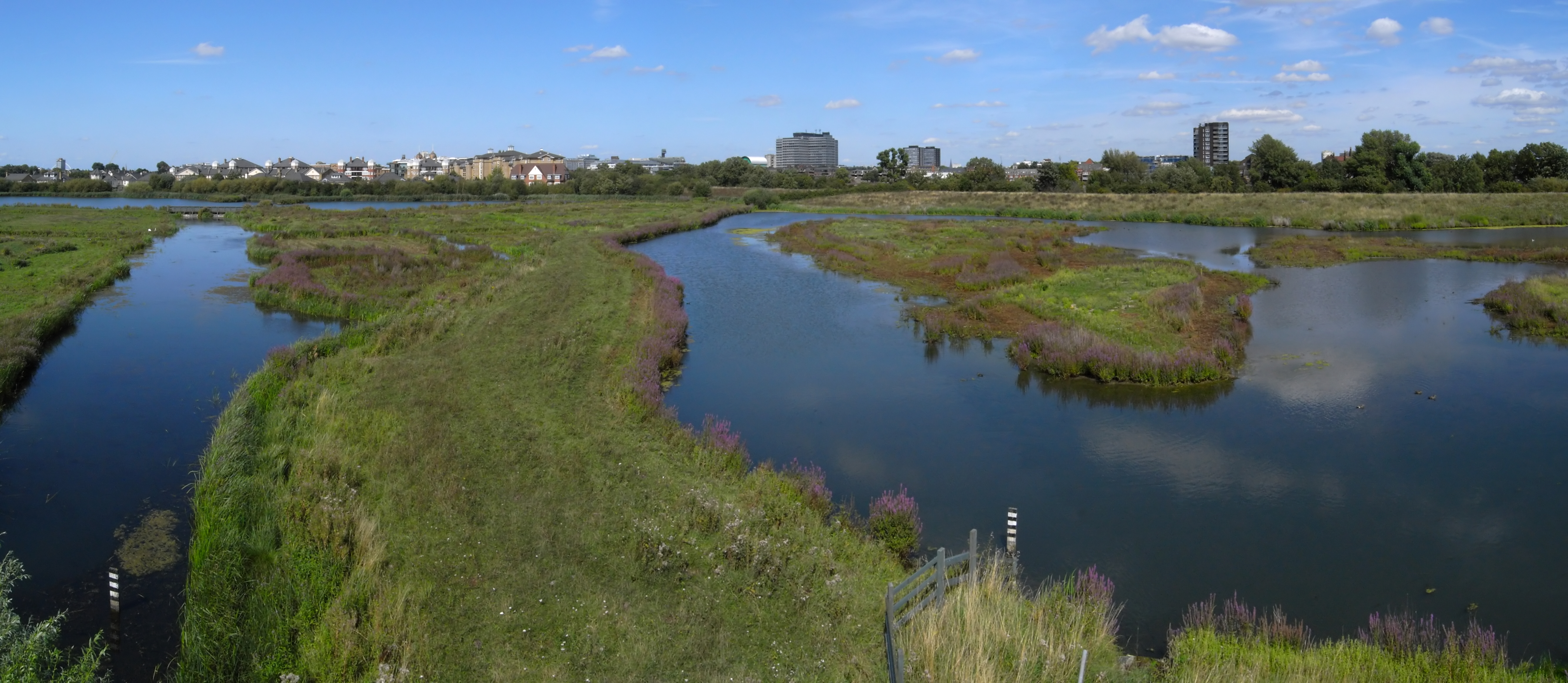
Výhled z vyhlídkové věže

WWT London Wetland Centre je mokřad v Richmondu v Londýně. Jedná se o přírodní rezervaci spravovanou Wildfowl and Wetlands Trust.
Vyskytuje se zde například kopřivka obecná, lžičák pestrý, bukač velký, ostralka štíhlá,krahujec obecný, břehule říční, ledňáček říční, potápka malá, potápka roháč, hryzec vodní a labuť koskoroba.